# Unserer lieben Frau (Öschelbronn)

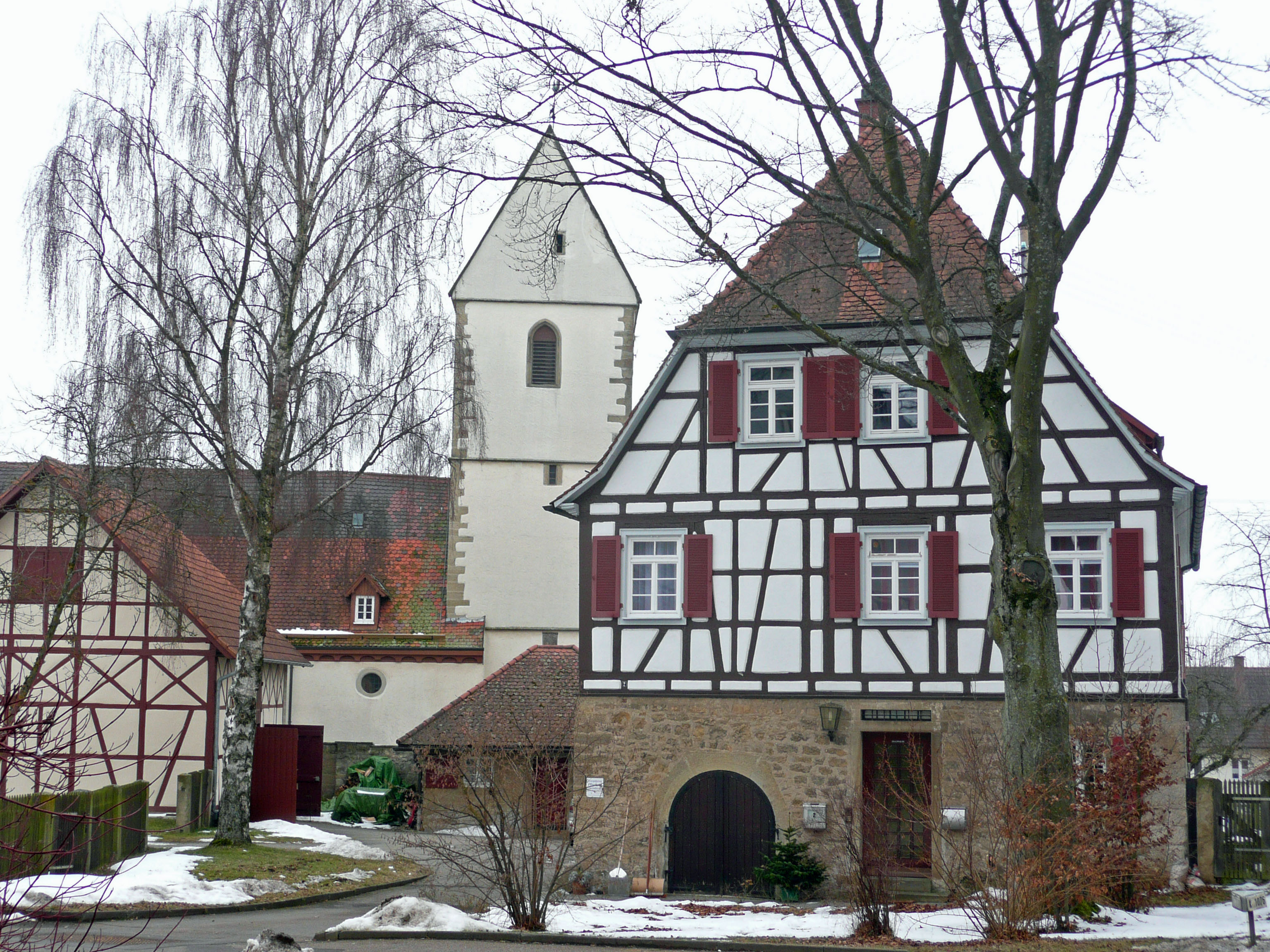
Unserer lieben Frau in Öschelbronn

Die evangelische Pfarrkirche Unserer lieben Frau steht in Öschelbronn, einem Ortsteil der Gemeinde Gäufelden im Landkreis Böblingen von Baden-Württemberg. Das Bauwerk ist beim Landesamt für Denkmalpflege Baden-Württemberg als Baudenkmal eingetragen. Die Kirchengemeinde gehört zum Kirchenbezirk Herrenberg der Evangelischen Landeskirche in Württemberg.

## Beschreibung
Die ältesten, romanischen Teile der Saalkirche sind der Chor im Osten und die unteren Geschosse des Kirchturms im Westen des spätgotischen Langhauses. Das Erdgeschoss des Kirchturms wurde 1882 mit einem Kreuzrippengewölbe überspannt. Er wurde später aufgestockt, um den Glockenstuhl unterzubringen, und quer mit einem Satteldach bedeckt.
Im Innenraum des von einer trapezförmigen bemalten Holzdecke abgeschlossenen Langhauses wurden an den Längsseiten Emporen eingebaut, später eine weitere an der Turmseite, auf der die 1882 von Johann Heinrich Schäfer gebaute Orgel steht.